# Bahnstrecke Besançon–Le Locle
| Bahnhofsgebäude von Saône |                      |                                                         |                                                        |
| Streckennummer (SNCF): | 872 000              |                                                         |                                                        |
| Streckenlänge: | 75,98 km             |                                                         |                                                        |
| Spurweite: | 1435 mm (Normalspur) |                                                         |                                                        |
| Maximale Neigung: | 30 ‰                 |                                                         |                                                        |
| Zweigleisigkeit: | nein                 |                                                         |                                                        |
| |                      |                                                         |                                                        |
| \| \| \| Bahnstrecke Dole–Belfort von Dole \| \| \| \| 405,76 \| Besançon-Viotte \| 281 m ü. M. \| \| \| \| Bahnstrecke Besançon-Viotte–Vesoul nach Vesoul \| \| \| \| 407,32 \| Abzw. Voujeaucourt Bahnstrecke Dole–Belfort n. Belfort \| Abzw. Voujeaucourt Bahnstrecke Dole–Belfort n. Belfort \| \| \| 407,82 \| Tunnel de Beauregard (451 m) \| Tunnel de Beauregard (451 m) \| \| \| 408,78 \| Besançon-Mouillère \| 249 m ü. M. \| \| \| 409,41 \| Doubs (119 m) \| Doubs (119 m) \| \| \| 409,61 \| Besançon-près-de-Vaux \| 260 m ü. M. \| \| \| 409,64 \| Fossé des fortifications (45 m) \| Fossé des fortifications (45 m) \| \| \| 410,30 \| Tunnel de Porte-Taillée (74 m) \| Tunnel de Porte-Taillée (74 m) \| \| \| 410,49 \| Tunnel de Trois-Châtels (109 m) \| Tunnel de Trois-Châtels (109 m) \| \| \| 411,16 \| Tunnel Saint-Léonard (59 m) \| Tunnel Saint-Léonard (59 m) \| \| \| 412,06 \| Tunnel du Le Pavillon (328 m) \| Tunnel du Le Pavillon (328 m) \| \| \| 412,80 \| Morre \| 346 m ü. M. \| \| \| 413,01 \| Tunnel de Morre (874 m) \| Tunnel de Morre (874 m) \| \| \| 416,06 \| Saône \| 387 m ü. M. \| \| \| 421,02 \| Mamirolle \| 467 m ü. M. \| \| \| \| Bahnstrecke L’Hôpital-du-Grosbois–Lods von Lods \| \| \| \| 427,59 \| L’Hôpital-du-Grosbois \| 567 m ü. M. \| \| \| 432,31 \| Étalans \| 599 m ü. M. \| \| \| 435,76 \| Le Valdahon Camp Militaire \| 626 m ü. M. \| \| \| 437,96 \| Valdahon \| 649 m ü. M. \| \| \| 445,92 \| Avoudrey \| 720 m ü. M. \| \| \| 452,35 \| Longemaison \| 831 m ü. M. \| \| \| 452,35 \| La Mine de Longemaison \| 896 m ü. M. \| \| \| 456,88 \| Tunnel du Tounay (431 m) \| Tunnel du Tounay (431 m) \| \| \| 460,26 \| Gilley \| 865 m ü. M. \| \| \| \| Bahnstrecke Gilley–Pontarlier nach Pontarlier \| \| \| \| 463,68 \| Rémonot \| 790 m ü. M. \| \| \| 464,26 \| Tunnel de Rémonot (280 m) \| Tunnel de Rémonot (280 m) \| \| \| 469,04 \| Grand’Combe-Châteleu \| 757 m ü. M. \| \| \| 471,96 \| Morteau \| 755 m ü. M. \| \| \| 474,98 \| Doubs (51 m) \| Doubs (51 m) \| \| \| 476,78 \| Tunnel de Lachenoy (408 m) \| Tunnel de Lachenoy (408 m) \| \| \| 478,48 \| Villers-le-Lac \| 835 m ü. M. \| \| \| 479,82 \| Tunnel de l'Essart (77 m) \| Tunnel de l'Essart (77 m) \| \| \| 480,24 \| Viaduc de Malpas (68 m) \| Viaduc de Malpas (68 m) \| \| \| 480,48 \| Tunnel de Malpas (232 m) \| Tunnel de Malpas (232 m) \| \| \| 481,63 \| Tunnel du Col-des-Roches (427 m) \| Tunnel du Col-des-Roches (427 m) \| \| \| \| \| \| \| \| 481,74 \| Staatsgrenze Frankreich–Schweiz Eigentumsgrenze RFF/SBB \| 907 m ü. M. \| \| \| \| \| \| \| \| \| nach Neuchâtel \| \| |                      |                                                         |                                                        |
| Strecke |                      | Bahnstrecke Dole–Belfort von Dole                       | Bahnstrecke Dole–Belfort von Dole                      |
| Bahnhof | 405,76               | Besançon-Viotte                                         | 281 m ü. M.                                            |
| Abzweig geradeaus und nach links |                      | Bahnstrecke Besançon-Viotte–Vesoul nach Vesoul          | Bahnstrecke Besançon-Viotte–Vesoul nach Vesoul         |
| Abzweig geradeaus und nach links | 407,32               | Abzw. Voujeaucourt Bahnstrecke Dole–Belfort n. Belfort  | Abzw. Voujeaucourt Bahnstrecke Dole–Belfort n. Belfort |
| Tunnel | 407,82               | Tunnel de Beauregard (451 m)                            | Tunnel de Beauregard (451 m)                           |
| Bahnhof | 408,78               | Besançon-Mouillère                                      | 249 m ü. M.                                            |
| Brücke über Wasserlauf | 409,41               | Doubs (119 m)                                           | Doubs (119 m)                                          |
| ehemaliger Haltepunkt / Haltestelle | 409,61               | Besançon-près-de-Vaux                                   | 260 m ü. M.                                            |
| Brücke | 409,64               | Fossé des fortifications (45 m)                         | Fossé des fortifications (45 m)                        |
| Tunnel | 410,30               | Tunnel de Porte-Taillée (74 m)                          | Tunnel de Porte-Taillée (74 m)                         |
| Tunnel | 410,49               | Tunnel de Trois-Châtels (109 m)                         | Tunnel de Trois-Châtels (109 m)                        |
| Tunnel | 411,16               | Tunnel Saint-Léonard (59 m)                             | Tunnel Saint-Léonard (59 m)                            |
| Tunnel | 412,06               | Tunnel du Le Pavillon (328 m)                           | Tunnel du Le Pavillon (328 m)                          |
| Haltepunkt / Haltestelle | 412,80               | Morre                                                   | 346 m ü. M.                                            |
| Tunnel | 413,01               | Tunnel de Morre (874 m)                                 | Tunnel de Morre (874 m)                                |
| Bahnhof | 416,06               | Saône                                                   | 387 m ü. M.                                            |
| Haltepunkt / Haltestelle | 421,02               | Mamirolle                                               | 467 m ü. M.                                            |
| Abzweig geradeaus und ehemals von rechts |                      | Bahnstrecke L’Hôpital-du-Grosbois–Lods von Lods         | Bahnstrecke L’Hôpital-du-Grosbois–Lods von Lods        |
| Bahnhof | 427,59               | L’Hôpital-du-Grosbois                                   | 567 m ü. M.                                            |
| Haltepunkt / Haltestelle | 432,31               | Étalans                                                 | 599 m ü. M.                                            |
| Haltepunkt / Haltestelle | 435,76               | Le Valdahon Camp Militaire                              | 626 m ü. M.                                            |
| Bahnhof | 437,96               | Valdahon                                                | 649 m ü. M.                                            |
| Haltepunkt / Haltestelle | 445,92               | Avoudrey                                                | 720 m ü. M.                                            |
| ehemaliger Bahnhof | 452,35               | Longemaison                                             | 831 m ü. M.                                            |
| ehemaliger Haltepunkt / Haltestelle | 452,35               | La Mine de Longemaison                                  | 896 m ü. M.                                            |
| Tunnel | 456,88               | Tunnel du Tounay (431 m)                                | Tunnel du Tounay (431 m)                               |
| Haltepunkt / Haltestelle | 460,26               | Gilley                                                  | 865 m ü. M.                                            |
| Abzweig geradeaus und ehemals nach rechts |                      | Bahnstrecke Gilley–Pontarlier nach Pontarlier           | Bahnstrecke Gilley–Pontarlier nach Pontarlier          |
| ehemaliger Haltepunkt / Haltestelle | 463,68               | Rémonot                                                 | 790 m ü. M.                                            |
| Tunnel | 464,26               | Tunnel de Rémonot (280 m)                               | Tunnel de Rémonot (280 m)                              |
| ehemaliger Haltepunkt / Haltestelle | 469,04               | Grand’Combe-Châteleu                                    | 757 m ü. M.                                            |
| Bahnhof | 471,96               | Morteau                                                 | 755 m ü. M.                                            |
| Brücke über Wasserlauf | 474,98               | Doubs (51 m)                                            | Doubs (51 m)                                           |
| Tunnel | 476,78               | Tunnel de Lachenoy (408 m)                              | Tunnel de Lachenoy (408 m)                             |
| ehemaliger Bahnhof | 478,48               | Villers-le-Lac                                          | 835 m ü. M.                                            |
| Tunnel | 479,82               | Tunnel de l'Essart (77 m)                               | Tunnel de l'Essart (77 m)                              |
| Brücke | 480,24               | Viaduc de Malpas (68 m)                                 | Viaduc de Malpas (68 m)                                |
| Tunnel | 480,48               | Tunnel de Malpas (232 m)                                | Tunnel de Malpas (232 m)                               |
| Tunnelanfang | 481,63               | Tunnel du Col-des-Roches (427 m)                        | Tunnel du Col-des-Roches (427 m)                       |
| |                      |                                                         |                                                        |
| Grenze (im Tunnel) | 481,74               | Staatsgrenze Frankreich–Schweiz Eigentumsgrenze RFF/SBB | 907 m ü. M.                                            |
| |                      |                                                         |                                                        |
| Strecke (im Tunnel) |                      | nach Neuchâtel                                          | nach Neuchâtel                                         |

Die Bahnstrecke Besançon–Le Locle ist eine normalspurige Eisenbahnstrecke im französischen Département Doubs in der Region Bourgogne-Franche-Comté und zu geringem Teil im Kanton Neuenburg in der Schweiz. Eigentümer und Infrastrukturbetreiber ist SNCF Réseau.

## Streckenverlauf und Geschichte
Die nicht-elektrifizierte, knapp 76 km lange Strecke beginnt in Besançon an der Hauptstrecke Dole–Belfort. Sie führt über Gilley und Morteau nach Brenets-Col-des-Roches nach Le Locle in die Schweiz. Umgangssprachlich wird sie aufgrund der zahlreichen Uhrenmanufakturen in der Region um Morteau, Le Locle und La Chaux-de-Fonds auch Ligne des Horlogers („Uhrmacherstrecke“) genannt.
Die Déclaration d'utilité publique wurde am 19. Juni 1868 erteilt. Mit dem Bau der Strecke begonnen wurde 1874, eröffnet wurde sie am 4. August 1884, samt der Fortsetzung vom Grenzbahnhof am Col-des-Roches bis Le Locle, die von der Jura–Bern–Luzern (JBL) erstellt wurde. Die Schweizer Anschlussstrecke führte bereits seit 1857 von Le Locle nach La Chaux-de-Fonds, seit 1860 nach Neuchâtel und wurde per 1. Januar 1886 aus der JBL in die neugegründete Jura neuchâtelois (JN) ausgelagert.
In L’Hôpital-du-Grosbois zweigt eine ehemalige Bahnstrecke nach Ornans und Lods ab, in Gilley eine weitere nach Pontarlier, an der Bahnstrecke Frasne–Les Verrières. Auf beiden Zweigstrecken wurde 1939 der Personenverkehr eingestellt, der Güterverkehr wurde Ende der 1980er eingestellt. Zwischenzeitlich sind beide Zweigstrecken größtenteils zu jeweils durchgehenden Wanderwegen beziehungsweise Fahrradwegen ausgebaut.

## Infrastruktur
Die Strecke hat maximale Steigungen von bis zu 30 ‰. Sie ist mit dem Block manuel (BM-VU, „handbedienter Block“), dem Cantonnement assisté par informatique (CAPI, „elektronisches Zugmeldeverfahren“) und dem Cantonnement téléphonique („fernmündliches Zugmeldeverfahren“) ausgerüstet.

## Betrieb
Im grenzüberschreitenden Verkehr ist die Strecke von untergeordneter Bedeutung, der Fernverkehr wird über die elektrifizierte Strecke über Frasne–Pontarlier nach Neuchâtel abgewickelt. Eine Elektrifizierung der Strecke blieb aus, im Gegensatz zur Anschlussstrecke Neuchâtel–Le Locle, die seit dem 4. Oktober 1931 unter Strom steht.
Auf der Strecke verkehren Züge des TER Franche-Comté im Regionalverkehr, welche von der SNCF betrieben werden. Es kommen die Baureihen X 73500 und X 76500 zum Einsatz, diese ersetzten die X 2800. Als einziger Güterverkehr verkehren Militärzüge zum Militärlager in Valdahon.